# Кіс Роберт Петрович
Ро́берт Петро́вич Кі́с (1990—2014) — солдат державної прикордонної служби України, учасник російсько-української війни.

## Життєпис
Народився 1990 року в місті Мукачеве (Закарпатська область). Після закінчення мукачівської школи № 4 поступив у мукачівське СПТУ, здобув професію кухаря. У травні 2009 року призваний на строкову службу в Збройні Сили України. Після завершення служби перебував у запасі, знайшов роботу — в СП «Фішер», одружився. У серпні 2014 року зголосився добровольцем. Патрульний, Чопський прикордонний загін.
10 жовтня 2014 року поблизу Новотроїцького у Волноваському районі під час руху колони Держприкордонслужби терористи здійснюють її обстріл зі стрілецької зброї, Роберт важкопоранений, помер майор Віктор Шепентал. 12 жовтня 2014-го помер від поранень.
Вдома лишилися дружина та син Денис 2014 р.н. Похований на Алеї слави центрального кладовища Мукачева.

## Нагороди і вшанування
За особисту мужність і героїзм, виявлені у захисті державного суверенітету та територіальної цілісності України, вірність військовій присязі під час російсько-української війни
- нагороджений орденом «За мужність» III ступеня (9.4.2015, посмертно).
- 12 жовтня посмертно нагороджений — «за особисту мужність і героїзм, виявлені у захисті державного суверенітету та територіальної цілісності України» нагрудним знаком «За мужність в охороні державного кордону»
- Почесний громадянин міста Мукачева (посмертно)[2]
- У Мукачеві є вулиця Роберта Кіса[3]
- Його портрет розміщений на меморіалі «Стіна пам'яті полеглих за Україну» у Києві: секція 4, ряд 3, місце 36
- 26 травня 2017 року на фасаді Мукачівської ЗОШ № 4 відкрито меморіальну дошку колишнім учням Роберту Кісу та Вільгельму Штолцелю.